# Hiperlaxitud articular
La hipermobilitat o hiperlaxitud articular és una alteració hereditària de la fibra del col·lagen caracteritzada per un augment exagerat de la mobilitat de les articulacions. Les persones que pateixen aquest trastorn es caracteritzen per tenir més elasticitat que la resta de la població. Les articulacions són inestables i poden fer mal degut a l'excessiva mobilitat. Aquest característica es mesura mitjançant el diagnòstic de Beighton.
La hiperlaxitud articular es presenta amb major freqüència en dones que en homes amb una diferència d'entre un 5 a un 15%. És una condició genètica i l'important no és la hiperlaxitud (que és més patent), sinó els gens (que no es veuen), per això, en general, els símptomes augmenten a mesura que avança l'edat, tot i que la pèrdua de laxitud de les articulacions amb els anys també és un altre factor. Es tracta d'una herència dominant, el 50% delsfills herederan aquesta condició.

## Descobriment de la Síndrome
La hiperlaxitud articular va ser descoberta pel reumatòleg Jaume Rotés Querol al relacionar aquesta condició a diverses patologies de l'aparell locomotor. Va ser l'any 1956 quan ho va descriure per primer cop. Va publicar el seu descobriment a la revista francesa Revue du Rhumatisme. El primer nom que se li va donar a la hiperlaxitud articular va ser Laxité Articulaire, és a dir, laxitud articular. L'aportació de Rotés Querol va passar totalment desapercebuda fins que anys més tard, dos autors britànics van redescobrir la Síndrome per ell descrita. Al 1964 Carter i Wilkinson, utilitzant el mateix nom que li va donar Rotés Querol van publicar un article en què proposaven alguns criteris diagnòstics. Al 1973 Beighton va dur a terme un estudi epidemiològic on s'utilitzaven els noms de laxitud articular i mobilitat articular indistintament. Aleshores la Síndrome va començar a interessar als reumatòlegs i va passar a ser objecte d'estudi per part d'aquest col·lectiu de metges. Temps més tard, després d'una feina influent de Rodney Grahame, que va proposar el criteri de Brighton, va fer que els reumatòlegs es tornessin a interessar per la Síndrome d'Hiperlaxitud Articular. Un altre autor destacat que ha fet descripcions clíniques encertades sobre la Síndrome d'Hiperlaxitud Articular és el Dr. J. Bravo.

## Causes
Els símptomes associats a la hiperlaxitud articular es defineixen com a "síndrome d'hiperlaxitud articular". Segons els especialistes, només un baix percentatge de les persones amb hiperlaxitud presenten símptomes, i arriben al 10% les que presenten problemes a nivell d'aparell locomotor. Per això, cal diferenciar entre hiperlaxitud articular (hiperlaxitud sense símptomes) i patir una síndrome d'hiperlaxitud articular (hiperlaxitud articular amb símptomes)
En el cas de la síndrome, les seves causes encara no estan clares, tot i que sí que està provat que són de caràcter genètic.
La causa més probable és una mutació genètica que provoca que les fibres de col·lagen repercuteixin en l'elasticitat i fragilitat de lligaments, tendons, vasos sanguinis, pell, etc. En augmentar l'elasticitat d'aquestes, la possibilitat de patir lesions és major.

## Símptomes
Entre els símptomes, se'n poden esmentar:
- Dolor en músculs i articulacions (tant en els superiors com inferiors, com axials, és a dir, canells, dits, colzes, espatlles, cervicals, esquena, malucs, genolls, turmells...), rigidesa muscular (espasmes).
- Malalties en els teixits tous, com ara tendinitis, capsulitis, torçades de turmell, torticoli, bursitis, luxacions (ossos que se surten del seu lloc).
- Malalties lligades a la columna, com ara la lumbàlgia, l'escoliosi o el peu pla.
- Símptomes fora de les articulacions lligades a la hiperlaxitud: augment de l'elasticitat de la pell, varius, hèrnies, bruxisme, facilitat en l'aparició de blaus...

## Diagnòstic i factors agreujants
El diagnòstic se sol realitzar per un metge reumatòleg mitjançant l'aplicació del diagnòstic de Beighton; el resultat es mesura en una escala del 0 al 9, i el llindar de la normalitat n'és 4. Una puntuació major de 4 indica que la persona té hiperlaxitud articular, encara que pot ser que no tingui símptomes i, llavors, no es pot afirmar que pateixi la malaltia.
Hi ha altres criteris diagnòstics per la hiperlaxitud articular: el diagnòstic de Brighton i el diagnòstic de l'Hospital del Mar, creat al 1992.
Entre els factors agreujants es troben: postures incorrectes, moviment excessiu, sobrepès, sedentarisme, carregar pes excessiu, estrès.

## Tractament i evolució
La Síndrome d'hiperlaxitud articular no té cura, és una malaltia crònica i els afectats han d'aprendre a conviure amb ella. El tractament habitual sol utilitzar fàrmacs (antireumàtics, antiinflamatoris no esteroidals i analgèsics).
Es pot complementar amb exercicis de baix impacte en les articulacions, com ioga i natació. L'esport és recomanable per tal d'enfortir la musculatura. Les persones amb un alt grau d'hiperlaxitud han de vigilar durant la pràctica esportiva perquè poden patir lesions.
La síndrome d'hiperlaxitud articular és una malaltia que pot causar greus alteracions en la qualitat de vida de les persones afectades, a causa del dolor crònic, la fatiga crònica i les freqüents lesions associades a aquesta síndrome.
En un futur es vol tractar la causa d'aquesta malaltia mitjançant la teràpia gènica.